# Rugby Americas North Championship 2017
La Rugby Americas North Championship de 2017, fue la 10.ª edición del torneo que organiza la Confederación Norteamericana.
En esta oportunidad regresaron algunos equipos que no participaron en la edición pasada porque había sido clasificatoria para el mundial de Japón 2019.

## Equipos participantes
| - Selección de rugby de Bermudas - Selección de rugby de Islas Caimán (Cayman) - Selección de rugby de México (Las Serpientes) - USA South (Panthers) | - Selección de rugby de Guyana (Green Machine) - Selección de rugby de Trinidad y Tobago (The Calypso Warriors) - Selección de rugby de Barbados |

## Zona Norte

### Posiciones
| Pos. | Equipo       | Encuentros | Encuentros | Encuentros | Encuentros | Tantos  | Tantos    | Tantos     | Puntos Bonus | Puntos Totales |
| Pos. | Equipo       | jugados    | ganados    | empatados  | perdidos   | a favor | en contra | diferencia | Puntos Bonus | Puntos Totales |
| ---- | ------------ | ---------- | ---------- | ---------- | ---------- | ------- | --------- | ---------- | ------------ | -------------- |
| 1    | USA South    | 3          | 2          | 0          | 1          | 68      | 41        | + 27       | 3            | 11             |
| 2    | México       | 3          | 2          | 0          | 1          | 112     | 75        | + 37       | 1            | 9              |
| 3    | Islas Caimán | 3          | 2          | 0          | 1          | 72      | 71        | + 1        | 1            | 9              |
| 4    | Bermudas     | 1          | 0          | 0          | 1          | 22      | 87        | - 65       | 0            | 0              |

Nota: Se otorgan 4 puntos al equipo que gane un partido y 2 al que empate
Puntos Bonus: 1 punto por convertir 4 tries o más en un partido y 1 al equipo que pierda por no más de 7 tantos de diferencia
|  | Clasifica a la final |

### Resultados
| 13 de mayo 15:00 | Bermudas | 7 - 59  | México |  |  |
|                  |          | Reporte |        |  |  |

| 14 de mayo 10:00 | USA South | 39 - 5  | Islas Caimán | Life College, Atlanta |  |
|                  |           | Reporte |              |                       |  |

| 27 de mayo 15:00 | México | 36 - 29 | USA South | Estadio Cuauhtémoc, Puebla    |                               |
|                  |        | Reporte |           | Asistencia: 3500 espectadores | Asistencia: 3500 espectadores |

| 3 de junio 15:00 | Bermudas | 15 - 28 | Islas Caimán |  |  |
|                  |          | Reporte |              |  |  |

| 17 de junio 15:00 | USA South | Cancelado | Bermudas | Old White Rugby Club, Atlanta |  |
|                   |           | Reporte   |          |                               |  |

| 17 de junio 15:00 | Islas Caimán | 39 - 17 | México | National Stadium, George Town |  |
|                   |              | Reporte |        |                               |  |

## Zona Sur

### Posiciones
| Pos. | Equipo            | Encuentros | Encuentros | Encuentros | Encuentros | Tantos  | Tantos    | Tantos     | Puntos Bonus | Puntos Totales |
| Pos. | Equipo            | Jugados    | ganados    | empatados  | perdidos   | a Favor | en Contra | diferencia | Puntos Bonus | Puntos Totales |
| ---- | ----------------- | ---------- | ---------- | ---------- | ---------- | ------- | --------- | ---------- | ------------ | -------------- |
| 1    | Guyana            | 2          | 2          | 0          | 0          | 58      | 43        | + 15       | 1            | 9              |
| 2    | Trinidad y Tobago | 2          | 1          | 0          | 1          | 53      | 40        | + 13       | 2            | 6              |
| 3    | Barbados          | 2          | 0          | 0          | 2          | 42      | 70        | - 28       | 0            | 0              |

Nota: Se otorgan 4 puntos al equipo que gane un partido y 2 al que empate
Puntos Bonus: 1 punto por convertir 4 tries o más en un partido y 1 al equipo que pierda por no más de 7 tantos de diferencia
|  | Clasifica a la final |

### Resultados
| 13 de mayo 15:00 | Barbados | 26 - 34 | Guyana | Garrison Savannah, Bridgetown |  |
|                  |          | Reporte |        |                               |  |

| 27 de mayo 15:00 | Trinidad y Tobago | 36 - 16 | Barbados | Life College, Atlanta |  |
|                  |                   | Reporte |          |                       |  |

| 10 de junio 15:00 | Guyana | 24 - 17 | Trinidad y Tobago | Providence National Stadium, Georgetown |  |
|                   |        | Reporte |                   |                                         |  |

## Final
| 29 de julio | USA South | 23 - 19 | Guyana | National Park Rugby Field, Georgetown |  |
|             |           | Reporte |        |                                       |  |

| Bandera de Estados Unidos |
| Campeón USA South         |
| Segundo título            |